# Чернов, Иван Юрьевич
Иван Юрьевич Черно́в (12 декабря 1959, Москва — 16 ноября 2015, Ханой) — советский и российский учёный-микробиолог, доктор биологических наук, почвовед-эколог и биогеограф, член-корреспондент РАН, профессор факультета почвоведения МГУ. Создатель нового научного направления в биологии почв — микробная экология почв (исследование биоценотических комплексов почвенных микроорганизмов), стоял у истоков исследования биогеографии почвенных дрожжей.

## Биография
Родился 12 декабря 1959 года в Москве, в семье учёных-экологов Юрия Ивановича и Нины Михайловны Черновых.
В 1981 году он окончил факультет почвоведения МГУ, продолжил обучение в аспирантуре.
В 1984 году защитил кандидатскую диссертацию на тему «Экология дрожжевых грибов в тундрах Таймыра».
В 1985—1989 годах преподавал микробиологию в Московском технологическом институте пищевой промышленности.

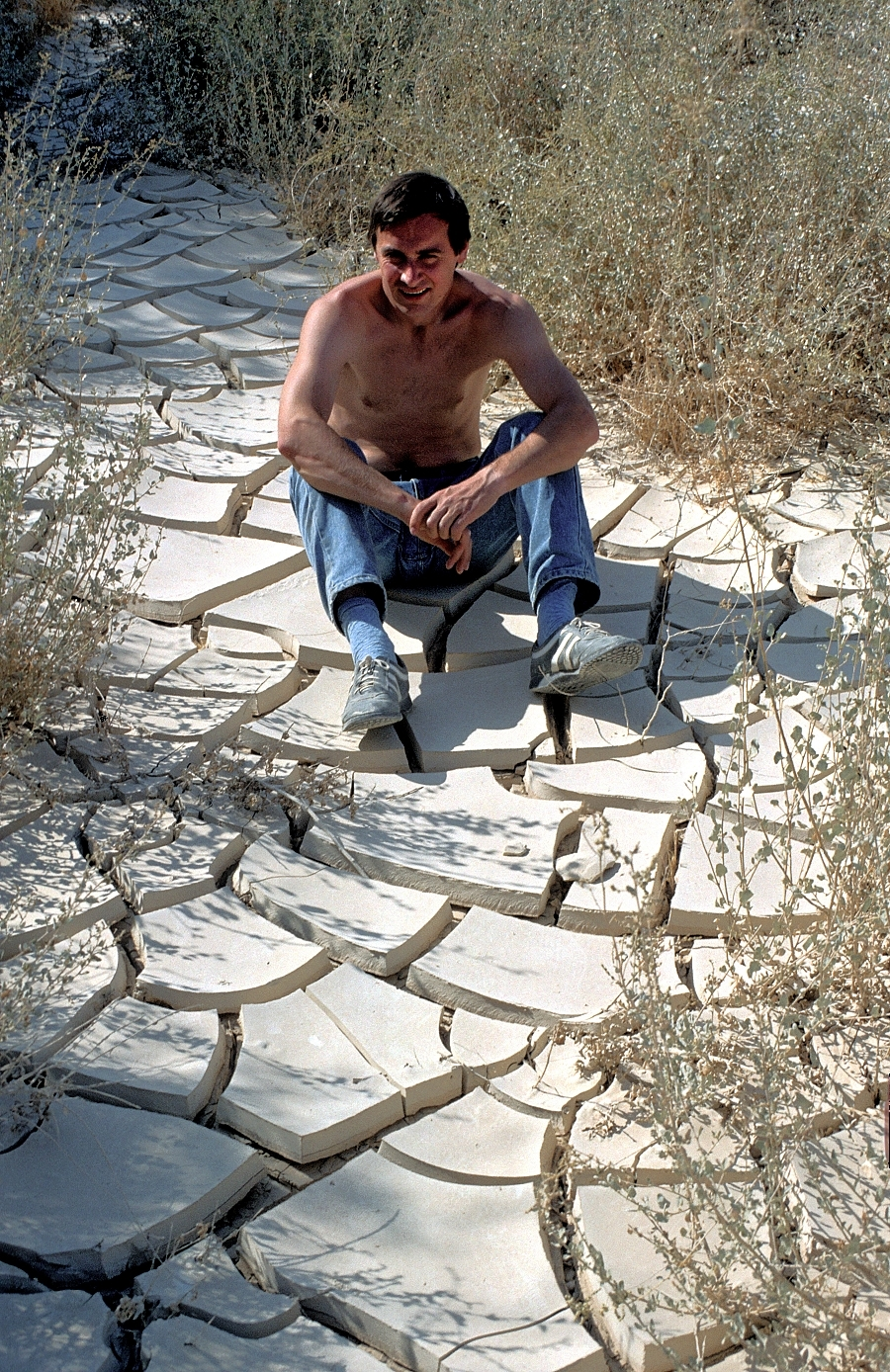
Кызылкум, 1990

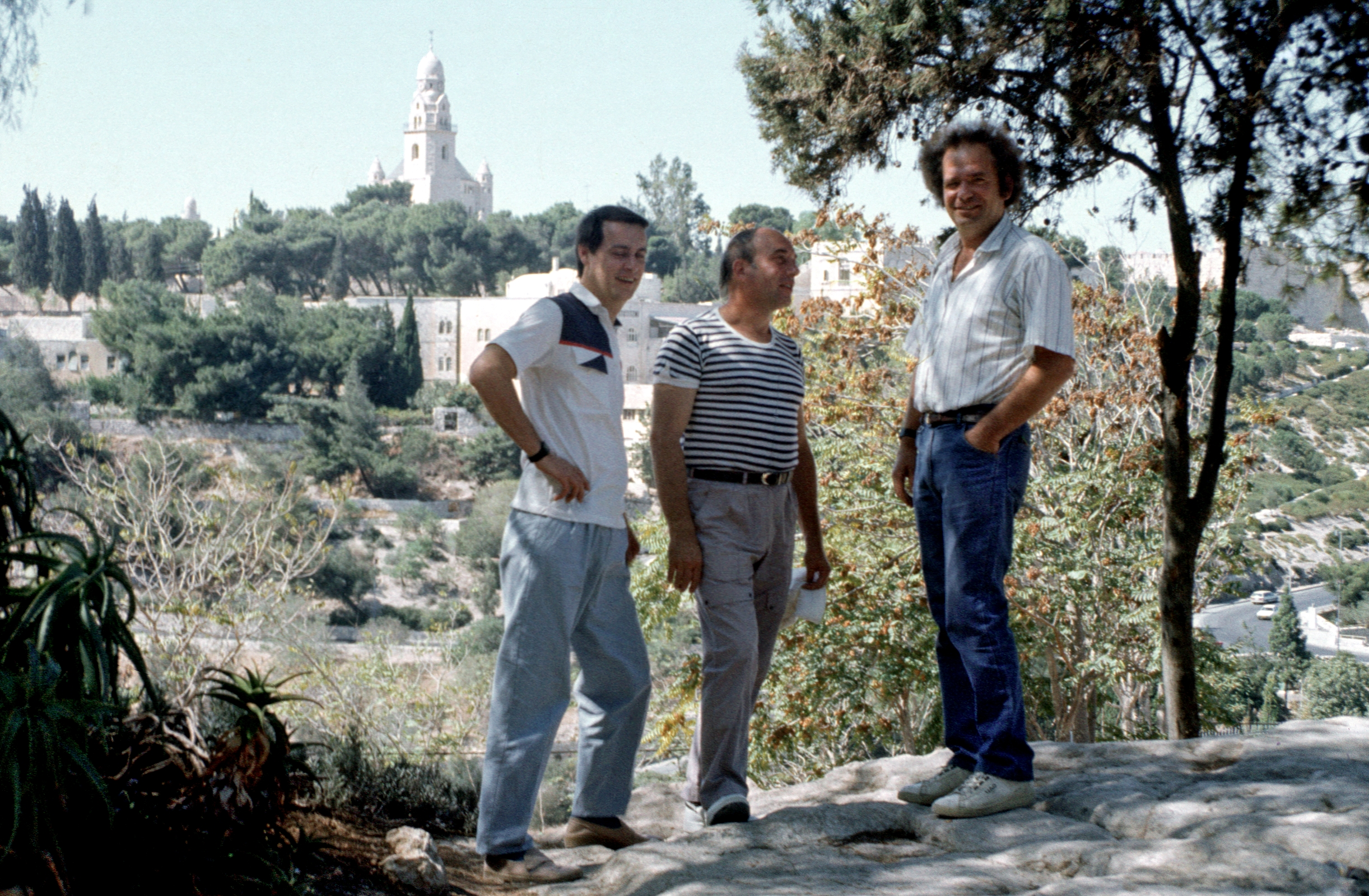
C Р. И. Злотиным,
Гефсиманский сад, 1991

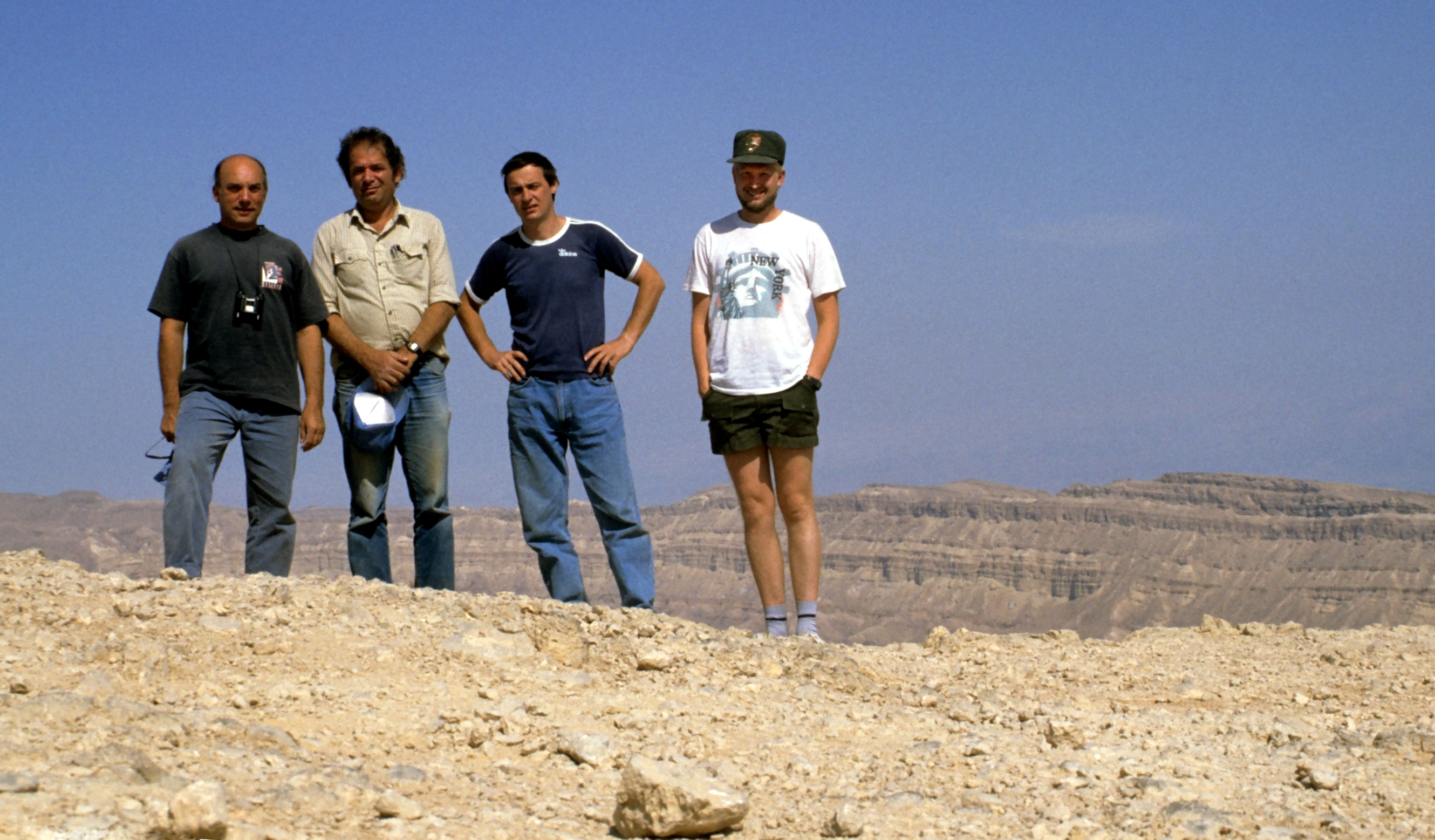
Пустыня Негев, 1991

В 1989—1996 годах он работал в отделе биогеографии Института географии РАН. Участвовал в экспедициях в Узбекистан — пустыня Кызыл-Кум (1990) и Израиль — пустыня Негев (1991).
В 1990 году впервые самостоятельно разработал компьютерную программу для определения почвенных дрожжевых грибов по многим десяткам отличительных признаков. Первые варианты определителя были написаны им на языке Бейсик, программа постоянно дополнялась и усовершенствовалась.
В 1996—2000 годах работал в Институте почвоведения при факультете почвоведения МГУ.
В 2000 году защитил докторскую диссертацию на тему «Синэкология и география почвенных дрожжей».
С 1 июня 2009 года возглавлял кафедру биологии почв на факультете почвоведения МГУ. Одновременно руководил лабораторией биологии дрожжей на этой кафедре.
Скоропостижно скончался 16 ноября 2015 года от сердечного приступа, во время научной командировки во Вьетнам — Российско-Вьетнамский тропический научно-исследовательский и технологический центр, Каттьен (национальный парк).
Похоронен в Москве на Хованском кладбище (Северная часть, участок № 307).

## Научная деятельность
Область научных интересов И. Ю. Чернова включала закономерности географического распространения микроорганизмов, биологию, экологию и систематику дрожжевых грибов.
Он разработал подходы к количественному синэкологическому анализу микробных сообществ в масштабе биогеоценозов, установил связь структуры дрожжевых сообществ с широтно-зональными факторами среды. Создал компьютерный определитель почвенных дрожжей и базу данных по их географическому распространению.
Подготовил многих специалистов в области микробной экологии, он читал курсы лекций на факультете почвоведения МГУ по темам:
- Общая экология
- Биология дрожжей
- Основы биологической систематики.

### Членство в организациях
- Член Учёного совета Факультета почвоведения МГУ
- Председатель комиссии «Биология почв» Общества почвоведов имени В. В. Докучаева
- Член редакционной коллегии журнала Почвоведение[5].

## Награды и премии
- 2003 — Лауреат премии Фонда содействия отечественной науке.

## Память
Памяти И. Ю. Чернова был посвящён Симпозиум «Биология дрожжей, значимых для медицины» на Конференции по медицинской микологии (к 120-летию А. М. Ариевича). Москва, 14 апреля 2016
Именем И. Ю. Чернова были названы:
- 2016 — Chernovia Yurkov & Begerow — род базидиомицетовых дрожжей.